# Dan Bertram
Pour les articles homonymes, voir Bertram.
Daniel Bertram (né le 14 janvier 1987 à Calgary, dans la province de l'Alberta au Canada) est un joueur de hockey sur glace qui évolue au poste d'ailier droit.

## Biographie

### Carrière internationale
Il a représenté l'équipe du Canada en sélections jeunes.

## Trophées et honneurs personnels
Ligue de hockey junior de l'Alberta
- 2004 : nommé recrue de l'année.

## Statistiques
| Saison    | Équipe                   | Ligue            |    | Saison régulière | Saison régulière | Saison régulière | Saison régulière | Saison régulière |   | Séries éliminatoires | Séries éliminatoires | Séries éliminatoires | Séries éliminatoires | Séries éliminatoires |
| Saison    | Équipe                   | Ligue            | PJ | B                | A                | Pts              | Pun              | PJ               | B | A                    | Pts                  | Pun                  |                      |                      |
| 2002-2003 | Kodiaks de Camrose       | LHJA             | 1  | 1                | 0                | 1                | 0                | -                | - | -                    | -                    | -                    |                      |                      |
| 2003-2004 | Kodiaks de Camrose       | LHJA             | 44 | 22               | 33               | 55               | 37               | -                | - | -                    | -                    | -                    |                      |                      |
| 2004-2005 | Eagles de Boston College | NCAA             | 38 | 9                | 8                | 17               | 58               | -                | - | -                    | -                    | -                    |                      |                      |
| 2005-2006 | Eagles de Boston College | NCAA             | 39 | 10               | 16               | 26               | 38               | -                | - | -                    | -                    | -                    |                      |                      |
| 2006-2007 | Eagles de Boston College | NCAA             | 40 | 8                | 17               | 25               | 48               | -                | - | -                    | -                    | -                    |                      |                      |
| 2007-2008 | Eagles de Boston College | NCAA             | 43 | 10               | 27               | 37               | 26               | -                | - | -                    | -                    | -                    |                      |                      |
| 2008-2009 | Falcons de Fresno        | ECHL             | 5  | 1                | 3                | 4                | 4                | -                | - | -                    | -                    | -                    |                      |                      |
| 2008-2009 | IceHogs de Rockford      | LAH              | 56 | 4                | 6                | 10               | 63               | 3                | 0 | 0                    | 0                    | 0                    |                      |                      |
|           |                          |                  |    |                  |                  |                  |                  |                  |   |                      |                      |                      |                      |                      |
| 2010      | EC Red Bull Salzbourg    | Trophée européen | 7  | 0                | 0                | 0                | 0                | 2                | 0 | 1                    | 1                    | 0                    |                      |                      |
| 2010-2011 | Wranglers de Las Vegas   | ECHL             | 26 | 3                | 7                | 10               | 35               | -                | - | -                    | -                    | -                    |                      |                      |